# Schluckbrunnen
Schluckbrunnen dienen zur Versickerung von Wasser in den Boden. Sie werden auch Versickerungsbrunnen oder Sickerschächte genannt.
Schluckbrunnen erhöhen den Grundwasserspiegel, etwa zur Grundwasseranreicherung, sofern das eingespeiste Wasser nicht zuvor dem Grundwasser entnommen worden war, um es als Kühlwasser oder zur Gewinnung von Erdwärme durch eine Grundwasserwärmepumpe zu nutzen.
Wenn unkontaminiertes Regenwasser von Dächern und anderen Flächen durch den Schluckbrunnen dem Grundwasserleiter zugeführt wird und kein Abfluss in einen Vorfluter stattfindet, steht es zur späteren Trinkwassergewinnung zur Verfügung.
Insbesondere bei dichter Bebauung entlastet das Versickern von unbelastetem Niederschlagswasser vor Ort mittels Schluckbrunnen die Kanalisation und die Klärwerke (bei Mischkanalisation) und verringert die Gefahr von Überflutungen.
Grundsätzlich kann ein Schluckbrunnen in der Konstruktion einem Wasserentnahme-Brunnen entsprechen.
Bei eisen- und manganhaltigen Wässern ist mit einer Verockerung zu rechnen, die die Aufnahmeleistung des Brunnens drastisch verringern kann.
Schluckbrunnen werden inzwischen häufiger im Zusammenhang mit Wasser-Wasser-Wärmepumpen verwendet, um das zum Wärmeentzug verwendete Wasser (einer Wärmepumpenheizung) dem Grundwasser wieder zuzuführen. Der Schluckbrunnen wird vom Entnahmebrunnen aus in Richtung des Grundwasserstroms und je nach Fließgeschwindigkeit wenigstens ca. 10–15 m entfernt eingerichtet, um einen Kurzschluss (eine Rückkopplung) des Wasserstroms auszuschließen.
Sickergruben dienen der Versickerung von Abwässern in Gebieten, in denen kein natürlicher oder künstlicher Abfluss zur Verfügung steht oder genutzt werden kann.